# Graniczna (dopływ Topieli)
Graniczna – struga, prawostronny dopływ Topieli o długości 6,82 km i powierzchni zlewni 13,57 km².
Struga płynie w województwie zachodniopomorskim, na obszarze gminy Rąbino; prawy dopływ Topieli. Źródło Granicznej znajduje się między Batyniem a Rąbinem. Meandruje stale na północ by w dolinie między Lipią Górą a Gawroniem wpaść do Topieli.
Zalesiony obszar doliny Granicznej został objęty specjalnym obszarem ochrony siedlisk "Dorzecze Parsęty". Nazwę Graniczna wprowadzono urzędowo w 1948 roku, zastępując poprzednią niemiecką nazwę Scheid Bach.